# 260 (số)
260 (hai trăm sáu mươi) là một số tự nhiên ngay sau 259 và ngay trước 261.